# Fremantle Doctor

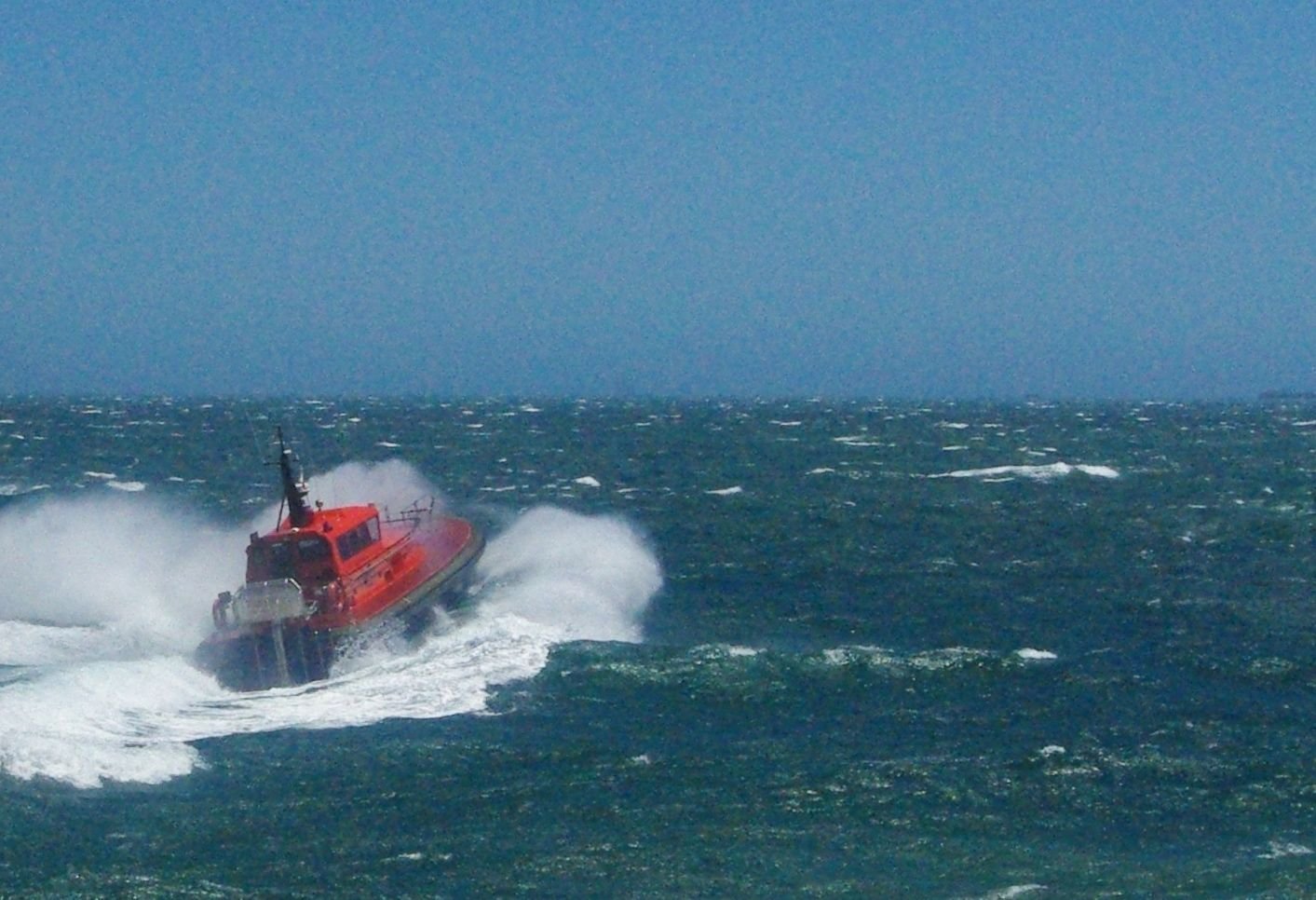
A Parmelia révkalauzhajó a fremantle-i kikötő bejáratánál a Fremantle Doctorral dacol

A Fremantle Doctor, Freo Doctor vagy egyszerűen The Doctor Nyugat-Ausztráliában annak a hűsítő, délutáni tengeri szélnek a köznyelvi elnevezése, mely a nyári hónapokban a délnyugati parti területeken fúj. A parti szelet a szárazföld és a tenger közötti nagyobb hőmérséklet-különbség kelti.
A „Fremantle Doctor” nevet már az 1870-es években is használták, az elnevezés hasonlít a Dél-Afrikában és nyugat-indiai szigeteken jellemző szelek nevére.

## Jellemző iránya
A nyári hónapokban a Fremantle Doctor állandóan délnyugati irányból érkezik a nyugati part déli felére, a légáramlás dél és délután 3 óra között indul be. A szárazföld felett akár 100 km-t is képes megtenni, és kora estére eléri Yorkot.
A „Fremantle Doctor” elnevezést egyébként elsősorban Perth-ben, Nyugat-Ausztrália fővárosában használják, mert úgy tűnik, a szél a közeli kikötőváros, Fremantle irányából érkezik, hogy kellemes megkönnyebbülést hozzon a nyár idei kánikulára.
A szél nyomán Perth külvárosaiban a hőmérséklet több fokkal esik, miközben az óceánparton a szél meglehetősen erős lehet, sebessége gyakorta eléri a 15–20 csomót, ami viszont a délutáni strandolást teszi kevésbé élvezetessé.
Azokon a napokon viszont, amikor a szél nem érkezik meg a városba, Perth-ben a hőmérséklet lényegesen magasabbra, nem ritkán 40 °C (104 °F) fölé kúszik, habár ehhez az állam száraz, belső területeiről érkező, forró sivatagi légáramlatok, erős keleti szelek is hozzájárulnak.

## A jelenség további elemzése
Decemberben és januárban a legerősebb, a szárazföld és az óceán közötti hőmérséklet-különbség ugyanis ekkor a legerősebb. Februárban és márciusban a szél kevésbé erős, mivel ekkorra az óceán is jobban felmelegszik. Ellenben az október és november kevésbé meleg, és az óceán hőmérséklete is alacsonyabb marad éppen a parti szélnek köszönhetően.
Az év többi részében a Fremantle Doctor csak gyengén vagy egyáltalán nem fúj. A téli hónapokban a szárazföld hőmérséklete rendszerint alacsonyabb, mint az óceáné, ami esetenként a kora reggeli órákban gyenge, a szárazföld felőli légmozgásokat eredményez.
A Fremantle Doctor először mindig déli–délnyugati irányból érkezik. Később, amikor a légmozgás a legerősebb, az irány délnyugati, illetve déli–délnyugati. Kora este az irány inkább délies. A szélirány változásának az oka a Coriolis-erő, de természetesen más tényezők, így az adott napon uralkodó szélirány is befolyásolja.
A Perth-re jellemző szélirányokat mutató szélrózsa megtalálható az Ausztrál Meteorológiai Intézet honlapján.

## Fordítás
Ez a szócikk részben vagy egészben  a   Fremantle Doctor című angol Wikipédia-szócikk ezen változatának fordításán alapul.  Az eredeti cikk szerkesztőit annak laptörténete sorolja fel. Ez a jelzés csupán a megfogalmazás eredetét és a szerzői jogokat jelzi, nem szolgál a cikkben szereplő információk forrásmegjelöléseként.